# Jaroslav Tesárek
Jaroslav Tesárek (5. srpna 1931 – 2018) byl český obránce a reprezentant Československa. 

## Fotbalová kariéra
V československé lize hrál za Baník Kladno. Nastoupil ve 47 ligových utkáních a dal 10 gólů. Za československou reprezentaci odehrál 25. 11. 1956 přátelské utkání s Tureckem, které skončilo 1:1. Odchovanec SK Velké Přítočno, v roce 1949 přestoupil do Motorletu, dále hrál za Baník Kladno, kam se po vojně ve VSJ Brno vrátil. Po těžkém úrazu v zaměstnání musel skončit s vrcholovým fotbalem a hrál za Královodvorské železárny Králův Dvůr a TJ Baník Švermov.

## Ligová bilance
| Ročník                                     | Zápasy | Góly | Klub         |
| ------------------------------------------ | ------ | ---- | ------------ |
| Přebor československé republiky 1955       | 16     | 3    | Baník Kladno |
| 1. československá fotbalová liga 1956      | 22     | 7    | Baník Kladno |
| 1. československá fotbalová liga 1957/1958 | 9      | 0    | Baník Kladno |
| CELKEM 1. liga                             | 47     | 10   |              |